# 野澤英之助
野澤 英之助（のざわ えいのすけ、1951年<昭和26年>2月22日 - ）は、日本の地方公務員、土木技術者。元新潟県土木部長。瑞宝小綬章受章。

## 人物・経歴
新潟市出身。法政大学工学部土木工学科卒業後、1974年 新潟県庁入庁。主に砂防畑を歩み、2004年 (平成16年) 4月 村上地域整備部長、2005年4月 砂防課長、2007年4月 道路管理課長、2008年4月 土木部長。就任時に防災へのこだわり、公共事業費が右肩下がりの中ハード対策だけで生命・財産を守るには限界がありソフト対策が大切であること、次代の担い手づくりの重要性を説いた。県庁退職後、株式会社興和。

## 著作
- 「新潟県に現存する歴史的な地すべり対策工の事例」[2]
- 「7.11水害時における砂防施設の効用について」 (新潟応用地質研究会誌) [3]

- 「砂防と私」(砂防と治水)[4]

## 栄典
- 2024年 令和6年春の叙勲で瑞宝小綬章を受章[5]